# Lucena de Jalón
Lucena de Jalón (aragónul Lucena de Xalón) település Spanyolországban,  Zaragoza tartományban. Lucena de Jalón Épila, Calatorao és Salillas de Jalón községekkel határos. Lakosainak száma 224 fő (2024).

## Népesség
A település népessége az utóbbi években az alábbiak szerint változott:
| Lakosok száma | 243  | 252  | 294  | 321  | 269  | 252  | 237  | 240  | 226  | 224  |
|               | 2001 | 2004 | 2007 | 2009 | 2012 | 2014 | 2017 | 2019 | 2022 | 2024 |